# Veysel Sarı
Veysel Sarı (* 25. Juli 1988 in Beyoğlu, Istanbul) ist ein türkischer Fußballspieler und steht bei Kasımpaşa Istanbul unter Vertrag.

## Karriere

### Vereine
Veysel Sarı's Familie stammt ursprünglich aus der südostanatolischen Stadt Siirt. Nach seinen Jugendjahren bei Beyoğlu Yeniçarşıspor und Dikilitasspor, war Sarıs erste Station als Seniorenmannschaft Beylerbeyi. In der Saison 2008/09 wechselte er zum Istanbuler Amateurklub in die dritte türkische Liga. Hier absolvierte er alle 34 Ligaspiele und machte Vereine der höheren Ligen auf sich aufmerksam. So kam der Transfer in der folgenden Saison zum Erstligisten Eskişehirspor und er unterschrieb einen Dreijahresvertrag bis Juni 2012. Sari kam bisher in 51 Spielen zum Einsatz und konnte sechs Tore erzielen.
Gegen Ende der Wintertransferperiode 2013/14 wechselte Sarı innerhalb der Süper Lig zu Galatasaray Istanbul. Dieser Klub zahlte für Sarı eine Ablösesumme von 400.000 Euro und verzichtete zusätzlich auf einen offenen Sollbetrag von 300.000 Euro, welcher von Eskişehirspor noch zu zahlen war. Dadurch zahlten die Istanbuler für Sarı eine Gesamtablösesumme von 700.000 Euro.
In der Winterpause 2014/15 wechselte Sarı zum Stadtkonkurrenten Kasımpaşa Istanbul. Kasımpaşa Istanbul zahlte für den rechtsaußen Verteidiger eine Ablösesumme in Höhe von 400.000 Euro. Nachdem Sarı innerhalb von 5 Jahren 153 Spiele davon 20 im Türkischen Fußballpokal und 133 in der Süper Lig für Kasımpaşa Istanbul absolvierte. Wechselte Er im Wintertransfer-Fenster ablösefrei zu Antalyaspor, wo er einen Vertrag bis Sommer 2021 unterschrieb.

### Nationalmannschaft
Sari wurde erstmals am 1. Juni 2011 gegen Libanon zur B-Nationalmannschaft eingeladen. Er konnte bereits im ersten Spiel ein Tor erzielen. Am 28. Mai 2013 gab Sarı gegen Lettland sein Debüt für die türkische Fußballnationalmannschaft und erzielte ein Tor.

## Erfolge
Mit Galatasaray Istanbul
- 1× Türkischer Ligameister: 2015
- 2× Türkischer Pokalmeister: 2014 & 2015